# Kawachi
Kawachi (河内) var ett dreadnought-slagskepp i kejserliga japanska marinen. Hon var det första  av två slagskepp i Kawachi-klass, som hon bildade tillsammans med systern Settsu. Huvudbestyckningen utgjordes av tolv 30 cm kanoner i sex dubbeltorn, och den sekundära bestyckningen av tio 15 cm kanoner i kasematter. Kawachi byggdes på örlogsvarvet i Yokosuka och sjösattes den 15 oktober 1910. Den 31 mars 1912 levererades hon till marinen. Fartyget blev dock inte långlivat, utan förliste i Tokuyamabukten den 12 juli 1918 efter en magasinsexplosion. Nära 600 ur den 1 000 man starka besättningen följde henne i djupet.